# Лашеналь, Луи
Луи́ Лашена́ль (фр. Louis Lachenal) (17 июля 1921, Анси — 25 ноября 1955, Белая долина) — французский альпинист.

## Биография
Родился 17 июля 1921 года в г. Анси в Верхней Савойе, Франция. В 1934 году совершил первое восхождение на скалу Биклоп (фр. Biclope). Впоследствии работал инструктором по скалолазанию и горным лыжам на горнолыжном курорте Ле-Контамин-Монжуа.
Главным спортивным достижением является покорение первого восьмитысячника Аннапурны вместе с Морисом Эрцогом 3 июня 1950 года. Это восхождение считается одним из выдающихся достижений в альпинизме за всю его историю, однако в результате сильного обморожения Лашеналь потерял все пальцы на ногах. Другим важным альпинистским достижением Луи Лашеналя является второе прохождение северной стены Эйгера, одной из сложнейших в Альпах, вместе с Лионелем Терраем в 1947 году.

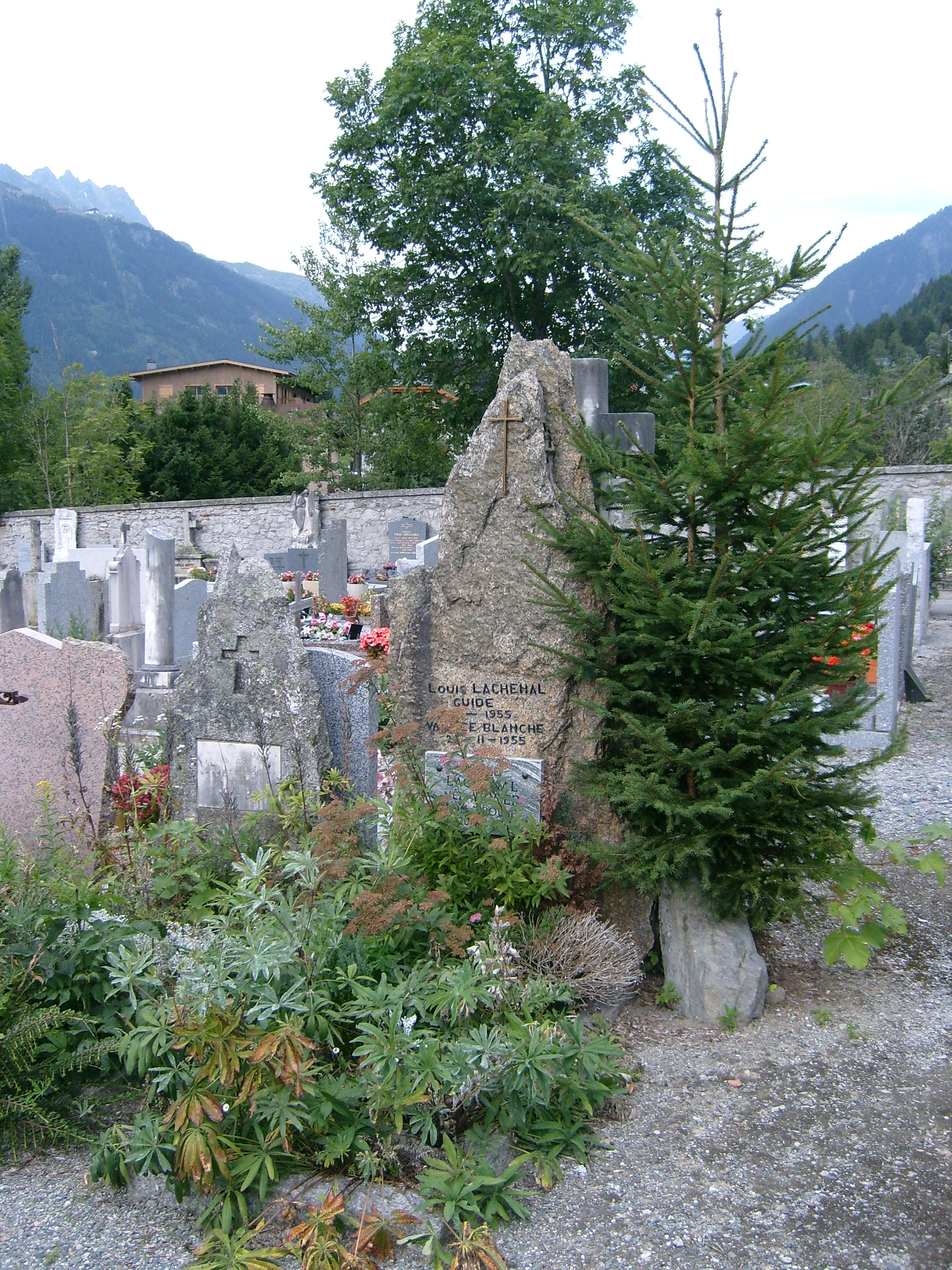
Могила Луи Лашеналя на кладбище в Шамони

Трагическая гибель Луи Лашеналя произошла в Белой Долине, одном из самых популярных мест в районе Шамони. 25 ноября 1955 года он спускался на лыжах вместе с Жан-Пьером Пайотом по маршруту, начало которого находится на вершине Эгюий-дю-Миди. В условиях не очень хорошей погоды он провалился на снежном мосту в трещину на леднике, упав на глубину 25 м.
Луи Лашеналь похоронен на кладбище в Шамони.